# National Board of Review Awards 1943
La 15ª edizione dei National Board of Review Awards si è tenuta il 23 dicembre 1943.

## Classifiche

### Migliori dieci film
- Casablanca, regia di Michael Curtiz
- The Next of Kin, regia di Thorold Dickinson
- Bataan, regia di Tay Garnett
- Arcipelago in fiamme (Air Force), regia di Howard Hawks
- Torna a casa, Lassie! (Lassie Come Home), regia di Fred MacLeod Wilcox
- La luna è tramontata (The Moon Is Down), regia di Irving Pichel
- The Hard Way, regia di Vincent Sherman
- Quando il giorno verrà (Watch on the Rhine), regia di Herman Shumlin
- Marito a sorpresa (Holy Matrimony), regia di John M. Stahl
- Alba fatale (The Ox-Bow Incident), regia di William A. Wellman

## Premi
- Miglior film: Alba fatale (The Ox-Bow Incident), regia di William A. Wellman
- Miglior documentario:
  - La battaglia di Russia (Battle of Russia), regia di Frank Capra e Anatole Litvak
  - Desert Victory (Inedito in Italia), regia di Roy Boulting e David MacDonald
  - Preludio alla guerra (Prelude to War), regia di Frank Capra e Anatole Litvak
  - Saludos Amigos (Saludos Amigos), regia di Bill Roberts, Hamilton Luske, Jack Kinney e Wilfred Jackson
  - The Silent Village (Cortometraggio inedito in Italia), regia di Humphrey Jennings (36 minuti)